# Furcifer
Genre
Furcifer est un genre de sauriens de la famille des Chamaeleonidae.

## Répartition
Les espèces de ce genre se rencontrent à Madagascar et aux Comores. Furcifer pardalis a été introduite à La Réunion.

## Description

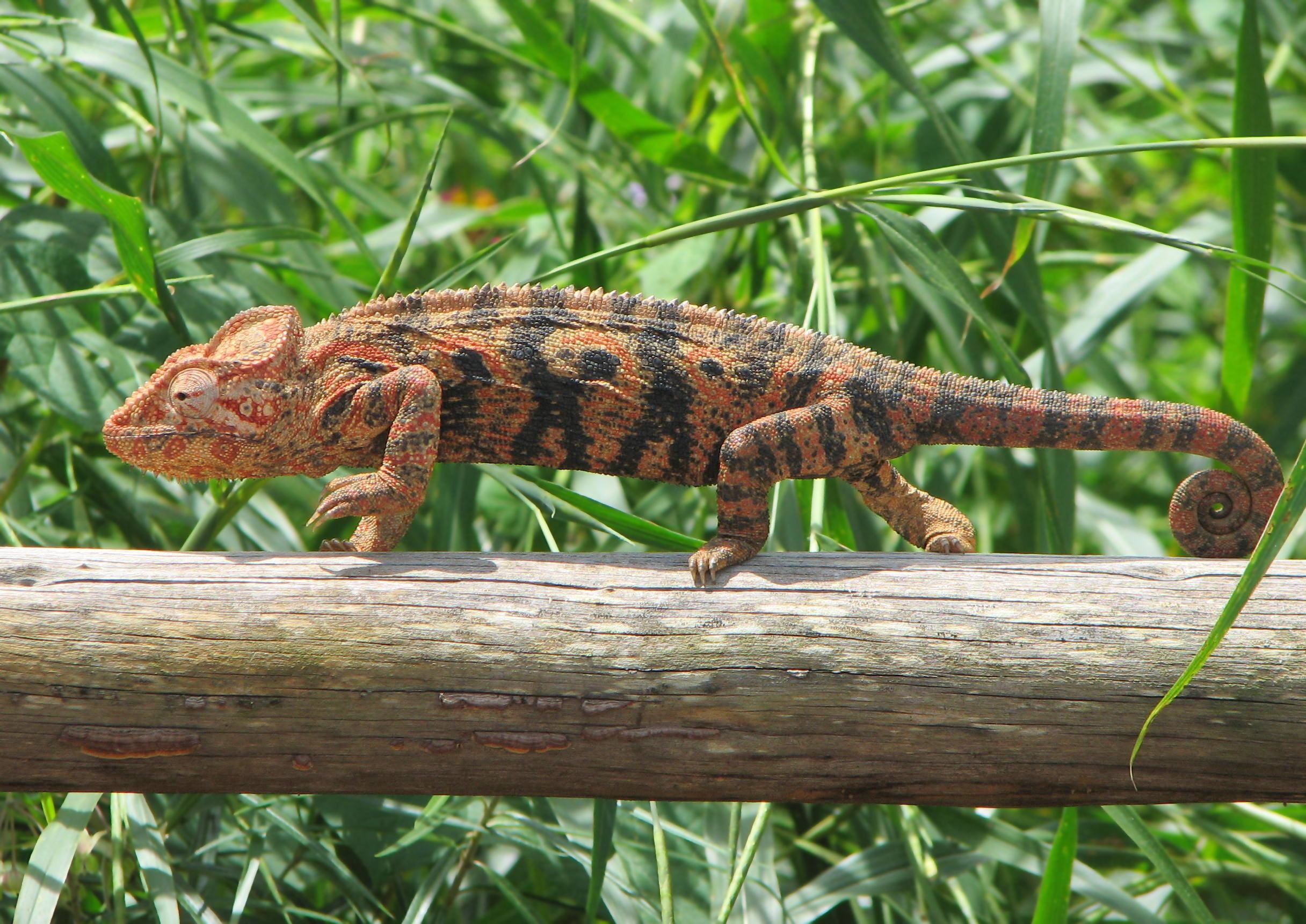
Furcifer oustaleti près de Ambalavao, Madagascar

Ce sont des caméléons d'assez grande taille pour des caméléons, ils mesurent de 40 à 50 cm avec la queue. 
Ils sont diurnes et arboricoles, se nourrissant principalement d'insectes et parfois de petits reptiles.

## Liste des espèces
Selon The Reptile Database (4 janvier 2013) :
- Furcifer angeli (Brygoo & Domergue, 1968)
- Furcifer antimena (Grandidier, 1872)
- Furcifer balteatus (Duméril & Bibron, 1851)
- Furcifer belalandaensis (Brygoo & Domergue, 1970)
- Furcifer bifidus (Brongniart, 1800)
- Furcifer campani (Grandidier, 1872)
- Furcifer cephalolepis (Günther, 1880)
- Furcifer labordi (Grandidier, 1872)
- Furcifer lateralis (Gray, 1831)
- Furcifer major (Brygoo, 1971)
- Furcifer minor (Günther, 1879)
- Furcifer monoceras (Boettger, 1913)
- Furcifer nicosiai Jesu, Mattioli & Schimmenti, 1999
- Furcifer oustaleti (Mocquard, 1894)
- Furcifer pardalis (Cuvier, 1829)
- Furcifer petteri (Brygoo & Domergue, 1966)
- Furcifer polleni (Peters, 1874)
- Furcifer rhinoceratus (Gray, 1845)
- Furcifer timoni Glaw, Köhler & Vences, 2009
- Furcifer tuzetae (Brygoo, Bourgat & Domergue, 1972)
- Furcifer verrucosus (Cuvier, 1829)
- Furcifer viridis Florio, Ingram, Rakotondravony, Louis & Raxworthy, 2012
- Furcifer voeltzkowi (Boettger, 1893)
- Furcifer willsii (Günther, 1890)

## Étymologie
Le mot « furcifer » signifie "qui présente une fourche". C'est une épithète assez commune pour de nombreuses espèces animales.

## Publication originale
- Fitzinger, 1843 : Systema Reptilium, fasciculus primus, Amblyglossae. Braumüller et Seidel, Wien, p. 1-106 (texte intégral).